# Muhlenbergia biloba
Bealia es un género monotípico de plantas herbáceas perteneciente a la familia de las poáceas. Su única especie: Bealia mexicana es originaria de México, donde se encuentra en suelos mesófilos, o xerófilos; poco profundos, en suelos arenosos en los bosques de coníferas, a una altitud de 2000-2300 metros. 

## Descripción
Son plantas anuales; cespitosas, las cañas de 9-35 cm de alto; herbáceas; no ramificado arriba. Culmos con nodos glabros. Hojas no agregadas basales; no auriculadas; sin setas auriculares. Vainas con quilla, a menudo estriadas, más largas que los entrenudos. La lámina lineal; estrecha; de 0,6-1,4 mm de ancho (1-7 cm de largo); plana, o laminada (involucionada); sin glándulas multicelulares abaxiales; sin venación; .  La lígula una membrana ciliada ; no truncada (ápice agudo o redondeado, a menudo dentado irregular); de 1.5 a 3.4 mm de largo. Contra-lígula ausente. Son plantas bisexuales, con espiguillas bisexuales; con los floretes hermafroditas. las  espiguillas hermafroditas. 

## Taxonomía
Bealia mexicana fue descrita por Frank Lamson Scribner y publicado en Proc. Calif. Acad. Sci. ser. 2, 2: 212. 1889
Citología
El número cromosómico básico del género es x = 8, con números cromosómicos somáticos de 2n = 16, diploides
Sinonimia
- Bealia mexicana Scribn. ex Beal
- Epicampes mexicana (Scribn.) M.E.Jones
- Muhlenbergia biloba Hitchc.[4]